# Trận Waren-Nossentin
Trận Waren-Nossentin vào ngày 1 tháng 11 năm 1866 trong cuộc Chiến tranh Liên minh thứ tư, là một cuộc chặn hậu của những người lính của Vương quốc Phổ dưới quyền chỉ huy của các tướng August Wilhelm von Pletz và Ludwig Yorck von Wartenburg chống lại các lực lượng của Đệ nhất Đế chế Pháp dưới quyền chỉ huy của Thống chế Jean-Baptiste Bernadotte. Mặc dù phải rút khỏi vị trí của mình, quân đội Phổ đã thành công trong việc ngăn ngừa quân đội Pháp gây thiệt hại nghiêm trọng hoặc tiêu diệt bất kỳ một đơn vị nào của Phổ trong trận chiến này. Waren nằm về cực bắc của hồ Müritz, cách Rostock khoảng 70 kilômét (43 mi) về hướng đông nam. Nossentin là một ngôi làng nhỏ trên Fleesen See (Hồ Fleesen), cách Waren khoảng 15 kilômét (9 mi) về hướng tây.
Sau đại thắng của người Pháp trong trận Jena-Auerstedt vào ngày 14 tháng 10 năm 1806, Hoàng đế Pháp Napoléon Bonaparte đã phát động một cuộc tổng truy kích quân Phổ bại trận. Vào cuối tháng 10, quân Pháp đã cô lập và bắt sống một số lượng lớn binh lính Phổ gần Prenzlau về Stettin. Quân đoàn dưới quyền tướng Gebhard Leberecht von Blücher đã trốn thoát bằng việc quay lại phía tây. Gần Waren, Blücher liên kết với một quân đoàn khác của Phổ và lực lượng liên hợp này triệt thoái vè hướng tây.
Khi đội hậu binh của Phổ rút khỏi Waren, đội kỵ binh đầu tiên của Pháp đã tấn công đối phương. Hành động này khởi đầu một trận đánh cả ngày giữa các lực lượng dưới quyền Pletz và Yorck với quân đội Pháp. Mặc dù Bernadotte đã tấn công mãnh liệt, người Phổ rời khỏi trận địa an toàn sau một vài cuộc đụng độ. Trái ngược với sự yếu kém của họ trong thời gian này, quân đội Phổ đã thể hiện bản lĩnh của mình trong cuộc giao chiến.